# Michael Wenden
Michael Wenden, Michael "Mike" Vincent Wenden, född den 17 november 1949 i Sydney, är en australisk simmare som blev olympisk mästare i 100 meter frisim och 200 meter frisim vid de olympiska sommarspelen 1968. Han tog även silver i 4 x 200 meter frisim och brons i 4 x 100 meter frisim vid samma OS.
Vid de olympiska sommarspelen 2000 var han en av de åtta flaggbärarna av den olympiska flaggan.